# Tunnel du mont Macdonald
Le tunnel du mont Macdonald (anglais : Mount Macdonald Tunnel) est un tunnel ferroviaire situé dans la chaîne Selkirk, en Colombie-Britannique (Canada). Avec une longueur de 14,7 km, il s'agit du plus long tunnel des Amériques.
Sa construction a permis de réduire la pente que les trains provenant de l'Est avaient à grimper pour traverser la chaîne Selkirk, dans le parc national des Glaciers, Quant aux trains venant de l'ouest, ils passent toujours par le tunnel Connaught, construit en 1916.

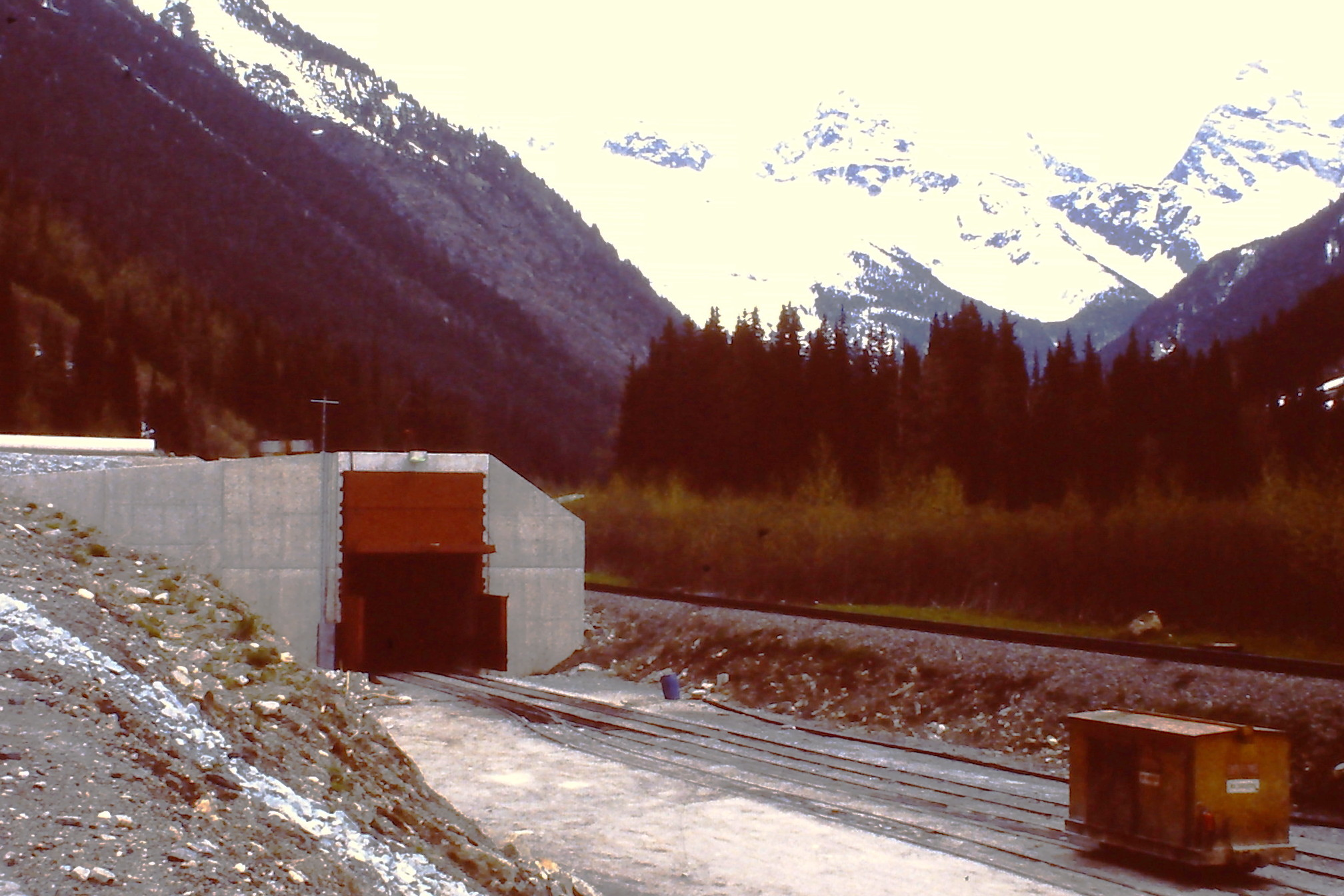
Portail de l'Ouest (phase de construction).
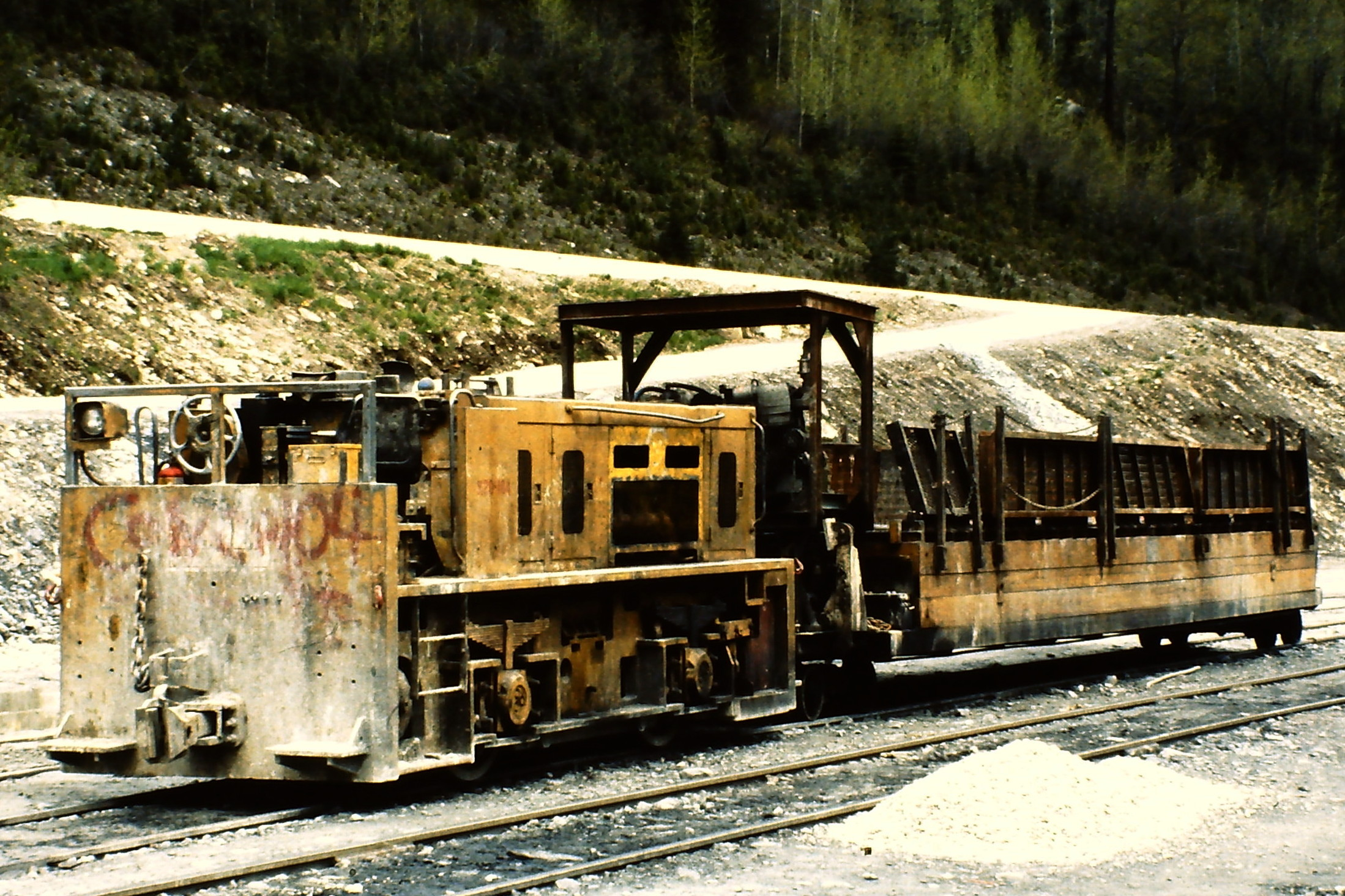
Travailler le train.